# Angraecum sororium
Angraecum sororium är en orkidéart som beskrevs av Rudolf Schlechter. Angraecum sororium ingår i släktet Angraecum och familjen orkidéer.
Artens utbredningsområde är Madagaskar. Inga underarter finns listade i Catalogue of Life.